# Cadik Danon
Cadik Danon (hebr.: צדיק דאנון; Sarajevo, 20. travnja 1918. – Beograd, 2. ožujka 2005.), židovski teolog i diplomat, vrhovni rabin Saveza židovskih općina Jugoslavije.

## Životopis
Cadik Danon je rođen u uglednoj sarajevskoj rabinskoj obitelji, od oca Danijela i majke Grasie, rođene Levi, kao jedan od njihovo šestero djece – četiri sina i dvije kćeri. Želja oca bila je da mu jedan od sinova bude rabin. Prema obiteljskom predanju potiče od rav Moše Danona čiji je grob u Stocu mjesto hodočašća. Poslije male mature u Travniku primljen je 1932. u židovski Teološki seminar u Sarajevu, gdje je i diplomirao 1937. godine. Po završetku seminara 1937. godine upućen je kao službenik Saveza židovskih općina u Kosovsku Mitrovicu i
Prištinu u svojstvu svećenika, hazana i vjeroučitelja. Preko svog školskog druga Josipa Levija, koji je bio rodom iz Prištine, povezao
se s naprednim ljudima tog kraja. Izbijanje rata zateklo ga je na službi rabina u Splitu.
U Travanjskom ratu 1941. godine, zarobili su ga Nijemci i Bugari ali je uspijevao da im pobjegne iz zarobljeništva u Split, gdje se bavio ilegalnim radom. Koristeći prostorije Židovske općine i sinagoge, pomagao je izbjeglicama i narodnooslobodilačkom pokretu. U travnju 1942. godine, uhitili su ga Talijani, koji su ga prebacili u logor na jugu Italije. I njima je uspjeo pobjeći, nakon čega se uključio se u pokret otpora. Poslije kapitulacije Italije pridružio se talijanskim partizanima. Po završetku rata bio je član jugoslavenske vojne misije u Milanu.
Poslije rata radio je kao rabin od 1947. do 1950. godine, kada odlazi u Izrael. Tijekom boravka u Izraelu, radio je kao nastavnik u školama. Nakon tri godine vratio se u Jugoslaviju, te postao visoki zvaničnik Ministarstva vanjskih poslova Jugoslavije, na dužnosti šefa Odjela za nordijske zemlje (1953. – 1970.). Između ostalog, obavljao je dužnosti jugoslavenskog predstavnika u Međunarodnoj komisiji za plovidbu Đerdapom (1958. – 1962.) i otpravnika poslova Veleposlanstva SFR Jugoslavije u Švedskoj (1968. – 1970.).
Poslije umirovljenja vratio se svećeničkom pozivu i obavljao dužnost vrhovnog rabina Jugoslavije od 1972. do 1998. godine. Više deseteljeća, bio je autor Židovskog vjerskog kalendara, a napisao je i knjigu Osnovni pojmovi iz judaizma. Godine 1974. pokrenuo je tečajeve učenja hebrejskog jezika. Sakupljao je židovske melodije, sinagogalne i folklorne. Volio je da pjeva španjolske romanse i molitve. Uoči raspada Jugoslavije, govorio je nekritički o politici Slobodana Miloševića, da bi tijekom zračnih napada NATO saveza na Srbiju 1999. godine uputio apel židovskim organizacijama u svijetu da se zauzmu za obustavu napada i za održanje Kosova u granicama Srbije. 
Na dužnosti vrhovnog rabina Jugoslavije bio je sve do 1998. godine, kada je dužnost prenio rabinu Isaku Asijelu. Umro je u Beogradu, 2005. godine.

## Stradanje obitelji
Tijekom Drugog svjetskog rata, Cadik Danon je u Splitu živio kao podstanar u obitelji Rikarda Šulca, u kući na Bačvicama. Krajem ljeta preselio se u Stedovu ulicu, u stan Isidora Fincija. Uskoro mu se pridružio i Berto Altarac. Iz Sarajeva je stigla i Danonova sestra Erna s trogodišnjom kćerkom Rijom. Uspjela je pobjeći iz Sarajeva s lažnim ispravama koje joj je Cadik Danon poslao iz Splita. Postojala je organizacija u Splitu koja se bavila krivotvorenjem takvih isprava i prodavala ih za skup novac.
Vijesti koje mu je sestra donijela o njihovoj obitelji bile su veoma tužne. Njenog muža Haima Samokovliju odveli su među prvima u logor Jasenovac. Muž druge sestre, Rudi Musafija uhićen je i kasnije također odveden u logor Jasenovac. Danonova majka je s drugom sestrom Rašelom prebačena u ženski logor u Đakovo. Rašela iz logora biva prebačena u bolnicu u Osijek zbog porođaja, gdje rađa mrtvo dijete. Iz bolnice
organizirano bježi i stiže u Split gdje je fašističke talijanske vlasti odvode u zatvor i, poslije kratkog vremena, prebacuju u koncentracioni logor
na Rabu. U logoru se priključuje ilegalnom radu kojim rukovodi partijska organizacija logora. Poslije kapitulacije Italije priključuje se partizanima i postaje referent saniteta bataljona. Poslije jedne borbe, krajem 1943. godine biva zarobljena i odvedena u logor Auschwitz, zatim u Bergen Belsen. Preživljava teški tifus, dočekuje oslobođenje i 1945. se vraća u Sarajevo. 
Njegov brat Josef, zajedno sa slikarom Danielom Ozmom, pokušao je tijekom rata, da se prebaci na Romaniju, ali su iznad Sarajeva obojica uhvaćeni, a potom vraćeni u Sarajevo, zatvoreni i mučeni. Brat mu se nekako izvukao iz zatvora i uspio da se prebaci na Romaniju. Poginuo je travnja 1942. godine kao pozadinski politički djelatnik kod Borovčana (Romanija) u borbi s četnicima. Sahranjen u zajedničkoj grobnici na Sokocu. Njegovog najstarijeg brata, Isaka, ustaše su 1941. godine odvele u logor Slana na otoku Pag, gdje je ubijen. Njegov treći brat Haim je isto tako odveden u logor Jasenovac, odakle je pobjegao 1942. godine. Nakon tog bjekstva, gubi mu se svaki trag.
Njegovog oca, sarajevskog rabina Danijela, koji je u Sarajevu bio poznat kao "ham Danijel" također su zatvorili, ali je na intervenciju Židovske općine pušten kao jedini preostali rabin u Sarajevu. Nije mogao dugo ostati pod zaštitom Općine, niti ga je ona mogla zaštititi, pa je prešao u ilegalnost. Bio je posljednji živi rabin u Sarajevu 1942. godine. U Sarajevu je ponovo uhićen i odveden u logor Jasenovac, gdje je ubijen.

## Djela
- Zbirka pojmova iz judaizma (Beograd, 1996)

## Priznanja
- Plaketa grada Beograda
- Partizanska spomenica 1941.
- Orden zasluga za narod sa zlatnom zvijezdom
- Orden za hrabrost
- Orden bratstva i jedinstva sa srebrenim vijencem
- Orden zasluga za narod sa srebrenim zracima

Nositelj je i tri visoka strana odlikovanja: 
- Orden predsjednika Finske,
- Orden Reda finskog lava,
- Norveški Orden Svetog Olafa

## Vanjske poveznice
- Cadik Danon